# Greve das mulheres islandesas de 1975
Em 24 de outubro de 1975, as mulheres islandesas entraram em greve pelo dia para "demonstrar o trabalho indispensável das mulheres para a economia e a sociedade da Islândia" e para "protestar a discrepância salarial e as práticas trabalhistas injustas". Os participantes, liderados por organizações de mulheres, não foram para seus empregos remunerados e não fizeram nenhum trabalho doméstico ou criação de filhos durante todo o dia. Noventa por cento da população feminina da Islândia participou da greve. O parlamento da Islândia aprovou uma lei garantindo a igualdade salarial no ano seguinte.

## História
As mulheres islandesas que trabalhavam fora de casa antes de 1975 ganhavam menos de sessenta por cento do que os homens ganhavam.
As Nações Unidas anunciaram que 1975 seria o Ano Internacional da Mulher. Uma representante de um grupo de mulheres chamado Redstockings apresentou a ideia de uma greve como um dos eventos em sua homenagem. A comissão decidiu chamar a greve de “dia de folga” por considerar que este termo seria mais agradável e mais eficaz no envolvimento das massas. Da mesma forma, algumas mulheres poderiam ter sido demitidas por entrarem em greve, mas não poderiam ter negado um dia de folga.
 

Organizações de mulheres divulgam o Dia de folga por todo o país. Os organizadores do evento Day Off conseguiram que estações de rádio, televisão e jornais publicassem histórias sobre discriminação baseada no gênero e salários mais baixos para as mulheres. O evento atraiu atenção internacional.